# スキュア
スキュア（英語: Skua）は、イギリスの観測ロケット。
4バージョンがあり、1959年から1981年までに300回以上使用された。
ブリストル、エアロジェット、RPE Wescott が開発した。
スターティング・ステージは複数のチックロケットから構成され、燃焼時間は0.2秒。これによって5mの発射装置から20mロケットを推進させる。その後はメインステージのバンタムが点火される。

## バージョン

### スキュア1
- チックロケット数：3
- ペイロード： 5 kg
- 飛行距離：70 km
- 離陸時推力：20 kN
- 重量：58 kg
- 直径：0.13 m
- 全長：2.24 m

### スキュア2
- チックロケット数：4
- 上段：extended Bantam
- ペイロード：5 kg
- 飛行距離：100 km
- 離陸時推力：27 kN
- 重量：68 kg
- 直径：0.13 m
- 全長：2.42 m

### スキュア3
- チックロケット数：4
- ペイロード：5 kg
- 最高高度: 120 km
- 離陸時推力：27 kN
- 重量：75 kg
- 直径：0.13 m
- 全長：2.80 m

### スキュア4
- チックロケット数：4
- 上段：improved Bantam
- ペイロード：8 kg
- 最高高度: 140 km
- 離陸時推力：27 kN
- 重量：83 kg
- 直径：0.13 m
- 全長：2.80 m